# Grand Prix na Żużlu 2015
Grand Prix IMŚ 2015 (SGP) – dwudziesty pierwszy sezon walki najlepszych żużlowców świata o medale w formule Grand Prix. W sezonie 2015 o tytuł walczyło 15 stałych uczestników cyklu (w każdym z turniejów GP wystąpi dodatkowo zawodnik z „dziką kartą”).

## Uczestnicy Grand Prix
Drugi raz w historii cyklu Grand Prix stali uczestnicy mieli prawo wyboru własnych numerów startowych. Pierwszy raz Mistrz świata nie przyjął numeru 1, tylko wybrał własny numer 45. Zawodnicy z wybranymi numerami w sezonie 2015 wystartują we wszystkich turniejach (ośmiu z Grand Prix 2014, trzech z eliminacji do GP 2014 oraz czterech nominowanych przez Komisję Grand Prix; ang. SGP Commission). Dodatkowo na każdą rundę Komisja Grand Prix przyznaje „dziką kartę” oraz dwóch zawodników zapasowych (rezerwy toru). Komisja Grand Prix wpisała również trzech zawodników na listę kwalifikowanej rezerwy (zawodnicy kwalifikowanej rezerwy), który w wyniku np. kontuzji zastąpią stałego uczestnika cyklu w danej rundzie.

### Stali uczestnicy
- (45)  Greg Hancock – mistrz świata 2014
- (507)  Krzysztof Kasprzak – wicemistrz świata 2014
- (3)  Nicki Pedersen – II wicemistrz świata 2014
- (108)  Tai Woffinden – 4. miejsce w Grand Prix 2014
- (55)  Matej Žagar – 5. miejsce w Grand Prix 2014, 1. miejsce w GP Challenge 2014
- (100)  Andreas Jonsson – 6. miejsce w Grand Prix 2014
- (23)  Chris Holder – 7. miejsce w Grand Prix 2014
- (33)  Jarosław Hampel – 8. miejsce w Grand Prix 2014
- (75)  Troy Batchelor – stała dzika karta
- (88)  Niels Kristian Iversen – stała dzika karta
- (37)  Chris Harris – 3. miejsce w GP Challenge 2014
- (69)  Jason Doyle – 2. miejsce w GP Challenge 2014
- (71)  Maciej Janowski – 4. miejsce w GP Challenge 2014
- (52)  Michael Jepsen Jensen – stała dzika karta
- (30)  Thomas Jonasson – stała dzika karta
- (16) – dzika karta
- (17) – rezerwa toru
- (18) – rezerwa toru

### Stali rezerwowi
- (19)  Peter Kildemand
- (20)  Piotr Pawlicki
- (21)  Linus Sundström

Uwaga: z turnieju GP Challenge 2014 awansowali zawodnicy z miejsc 2–4, gdyż zwycięzca turnieju, Matej Žagar, do cyklu Grand Prix 2015 awansował jako piąty zawodnik z roku 2014.

## Kalendarz 2015
| Lp. | Data            | Grand Prix        | Stadion                      | Miasto              | Zwycięzca              |        |
| --- | --------------- | ----------------- | ---------------------------- | ------------------- | ---------------------- | ------ |
| 1   | 18 kwietnia     | Polski I          | Stadion Narodowy             | Warszawa            | Matej Žagar            | Wyniki |
| 2   | 16 maja         | Finlandii         | Ratinan Stadion              | Tampere             | Nicki Pedersen         | Wyniki |
| 3   | 23 maja         | Czech             | Stadion Markéta              | Praga               | Tai Woffinden          | Wyniki |
| 4   | 4 lipca         | Wielkiej Brytanii | Millennium Stadium           | Cardiff             | Niels Kristian Iversen | Wyniki |
| 5   | 18 lipca        | Łotwy             | Latvijas Spidveja Centrs     | Dyneburg            | Maciej Janowski        | Wyniki |
| 6   | 25 lipca        | Szwecji           | Målilla Motorstadion         | Malilla             | Nicki Pedersen         | Wyniki |
| 7   | 8 sierpnia      | Danii             | CASA Arena                   | Horsens             | Peter Kildemand        | Wyniki |
| 8   | 29 sierpnia     | Polski II         | Stadion im. Edwarda Jancarza | Gorzów Wielkopolski | Matej Žagar            | Wyniki |
| 9   | 12 września     | Słowenii          | Stadion Matije Gubca         | Krško               | Greg Hancock           | Wyniki |
| 10  | 26 września     | Sztokholmu        | Friends Arena                | Solna               | Tai Woffinden          | Wyniki |
| 11  | 3 października  | Polski III        | Motoarena Toruń              | Toruń               | Nicki Pedersen         | Wyniki |
| 12  | 24 października | Australii         | Etihad Stadium               | Melbourne           | Greg Hancock           | Wyniki |

## Wyniki i klasyfikacje
| Zawodnik zakwalifikowany do przyszłorocznego GP |
| Stali uczestnicy                                |
| Dzika karta, stali rezerwowi, rezerwa toru      |

| Lp.                         | Zawodnik                    | Suma | PL1 | FIN | CZE | GBR | LAT | SWE | DNK | PL2 | SVN | STK | PL3 | AUS |
| 1                           | (108) Tai Woffinden         | 163  | 5   | 17  | 18  | 15  | 8   | 17  | 11  | 18  | 18  | 16  | 8   | 12  |
| 2                           | (45) Greg Hancock           | 147  | 5   | 9   | 13  | 12  | 10  | 9   | 7   | 17  | 20  | 16  | 8   | 21  |
| 3                           | (3) Nicki Pedersen          | 131  | 3   | 16  | 15  | 9   | 11  | 17  | 7   | 7   | 13  | 7   | 19  | 7   |
| 4                           | (88) Niels Kristian Iversen | 120  | 7   | 6   | 8   | 14  | 8   | 10  | 7   | 10  | 11  | 14  | 10  | 15  |
| 5                           | (69) Jason Doyle            | 114  | 4   | 11  | 7   | 7   | 8   | 11  | 12  | 6   | 11  | 8   | 18  | 11  |
| 6                           | (55) Matej Žagar            | 107  | 8   | 7   | 9   | 10  | 6   | 13  | 12  | 16  | 8   | 4   | 7   | 7   |
| 7                           | (71) Maciej Janowski        | 106  | 3   | 2   | 18  | 3   | 12  | 8   | 12  | 5   | 9   | 12  | 11  | 11  |
| 8                           | (23) Chris Holder           | 95   | 0   | 7   | 6   | 18  | 10  | 10  | 10  | 8   | 9   | 4   | 11  | 2   |
| 9                           | (19) Peter Kildemand        | 92   | –   | –   | –   | 12  | 8   | 3   | 14  | 9   | 13  | 9   | 11  | 13  |
| 10                          | (100) Andreas Jonsson       | 88   | 3   | 12  | 9   | 2   | 7   | 5   | 7   | 6   | 4   | 10  | 11  | 12  |
| 11                          | (52) Michael Jepsen Jensen  | 84   | 5   | 10  | 4   | 8   | 7   | 7   | 13  | 10  | 2   | 6   | 5   | 7   |
| 12                          | (75) Troy Batchelor         | 59   | 0   | 7   | 6   | 4   | 11  | 2   | 6   | 4   | 9   | 5   | 3   | 2   |
| 13                          | (37) Chris Harris           | 55   | 7   | 6   | 5   | 5   | 4   | 5   | 2   | 5   | 4   | 9   | 3   | 0   |
| 14                          | (30) Tomas Hjelm Jonasson   | 55   | 4   | 4   | 1   | 7   | 7   | 7   | 7   | 1   | 2   | 6   | 5   | 4   |
| 15                          | (507) Krzysztof Kasprzak    | 45   | 3   | 10  | 4   | 4   | 0   | 0   | 4   | 1   | 3   | 6   | 1   | 9   |
| 16                          | (33) Jarosław Hampel        | 31   | 7   | 11  | 13  | –   | –   | –   | –   | –   | –   | –   | –   | –   |
| 17                          | (16) Antonio Lindbäck       | 20   | –   | –   | –   | –   | –   | 14  | –   | –   | –   | 6   | –   | –   |
| 18                          | (17,16,18) Bartosz Zmarzlik | 17   | 3   | –   | –   | –   | –   | –   | –   | 14  | –   | –   | ns  | –   |
| 19                          | (18,17) Piotr Pawlicki      | 8    | 1   | –   | –   | –   | –   | –   | –   | –   | –   | –   | 7   | –   |
| 20                          | (16) Craig Cook             | 7    | –   | –   | –   | 7   | –   | –   | –   | –   | –   | –   | –   | –   |
| 21                          | (16) Mikkel Michelsen       | 6    | –   | –   | –   | –   | –   | –   | 6   | –   | –   | –   | –   | –   |
| 22                          | (16) Sam Masters            | 5    | –   | –   | –   | –   | –   | –   | –   | –   | –   | –   | –   | 5   |
| 23                          | (16) Tomasz Gollob          | 4    | 4   | –   | –   | –   | –   | –   | –   | –   | –   | –   | –   | –   |
| 24                          | (16) Timo Lahti             | 3    | –   | 3   | –   | –   | –   | –   | –   | –   | –   | –   | –   | –   |
| 24                          | (16) Ķasts Puodžuks         | 3    | –   | –   | –   | –   | 3   | –   | –   | –   | –   | –   | –   | –   |
| 26                          | (16) Václav Milík           | 2    | –   | –   | 2   | –   | –   | –   | –   | –   | –   | –   | –   | –   |
| 27                          | (18) Robert Lambert         | 1    | –   | –   | –   | 1   | –   | –   | –   | –   | –   | –   | –   | –   |
| 27                          | (17) Adrian Cyfer           | 1    | –   | –   | –   | –   | –   | –   | –   | 1   | –   | –   | –   | –   |
| 27                          | (16) Aleksander Čonda       | 1    | –   | –   | –   | –   | –   | –   | –   | –   | 1   | –   | –   | –   |
| 27                          | (17) Denis Štojs            | 1    | –   | –   | –   | –   | –   | –   | –   | –   | 1   | –   | –   | –   |
| 31                          | (17) Nike Lunna             | 0    | –   | 0   | –   | –   | –   | –   | –   | –   | –   | –   | –   | –   |
| 31                          | (18) Jiri Nieminen          | 0    | –   | 0   | –   | –   | –   | –   | –   | –   | –   | –   | –   | –   |
| 31                          | (17) Matěj Kůs              | 0    | –   | –   | 0   | –   | –   | –   | –   | –   | –   | –   | –   | –   |
| 31                          | (18) Josef Franc            | 0    | –   | –   | 0   | –   | –   | –   | –   | –   | –   | –   | –   | –   |
| 31                          | (17) Jason Garrity          | 0    | –   | –   | –   | 0   | –   | –   | –   | –   | –   | –   | –   | –   |
| Zawodnicy niesklasyfikowani |                             |      |     |     |     |     |     |     |     |     |     |     |     |     |
|                             | (17) Andžejs Ļebedevs       | —    | –   | –   | –   | –   | ns  | –   | –   | –   | –   | –   | –   | –   |
|                             | (18) Jevgeņijs Kostigovs    | —    | –   | –   | –   | –   | ns  | –   | –   | –   | –   | –   | –   | –   |
|                             | (17) Linus Sundström        | —    | –   | –   | –   | –   | –   | ns  | –   | –   | –   | –   | –   | –   |
|                             | (18) Peter Ljung            | —    | –   | –   | –   | –   | –   | ns  | –   | –   | –   | –   | –   | –   |
|                             | (17) Nikolaj Busk Jakobsen  | —    | –   | –   | –   | –   | –   | –   | ns  | –   | –   | –   | –   | –   |
|                             | (18) Anders Thomsen         | —    | –   | –   | –   | –   | –   | –   | ns  | –   | –   | –   | –   | –   |
|                             | (18) Rafał Karczmarz        | —    | –   | –   | –   | –   | –   | –   | –   | ns  | –   | –   | –   | –   |
|                             | (18) Žiga Kovačič           | —    | –   | –   | –   | –   | –   | –   | –   | –   | ns  | –   | –   | –   |
|                             | (17) Fredrik Lindgren       | —    | –   | –   | –   | –   | –   | –   | –   | –   | –   | ns  | –   | –   |
|                             | (18) Kim Nilsson            | —    | –   | –   | –   | –   | –   | –   | –   | –   | –   | ns  | –   | –   |
|                             | (16) Paweł Przedpełski      | —    | –   | –   | –   | –   | –   | –   | –   | –   | –   | –   | ns  | –   |
|                             | (17) Justin Sedgmen         | —    | –   | –   | –   | –   | –   | –   | –   | –   | –   | –   | –   | ns  |
|                             | (18) Max Fricke             | —    | –   | –   | –   | –   | –   | –   | –   | –   | –   | –   | –   | ns  |
| Lp.                         | Zawodnik                    | Suma | PL1 | FIN | CZE | GBR | LAT | SWE | DNK | PL2 | SVN | STK | PL3 | AUS |